# Тельцова, Клавдия Харитоновна
Кла́вдия Харито́новна Тельцо́ва (род. 26 декабря 1929, д. Кулында Юдинский район, Барабинский округ, Сибирский край, СССР) — прессовщица завода «Карболит» (Кемерово), Герой Социалистического Труда (1966)
Умерла 26.09.2024 г.

## Биография
Родилась 26 декабря 1929 года в деревне Кулында Юдинского района Барабинского округа Сибирского края (ныне Чистоозёрного района Новосибирской области), в многодетной (шестеро детей) семье. Начала работать с наступлением Великой Отечественной войны: косила сено, доставляла односельчанам почту (училась в селе Барачаты Крапивинского района, а жила за 6 километров в пос. Бачатский).
В 1951 году переехала в Кемерово, трудоустроилась прессовщицей в цех пресс-изделий эвакуированного завода «Карболит», где проработала 40 лет, вплоть до ухода на заслуженный отдых в 1991 году. В 1960 году становится бригадиром комсомольско-молодёжной бригады, занимавшейся изготовлением крышек аккумуляторных баков, и выполнявшей план на 180 %.
Указом Президиума Верховного Совета СССР от 1966 года «За высокие производственные показатели, досрочное выполнение семилетнего плана в 1966 году» удостоена звания Героя Социалистического Труда с вручением ордена Ленина и золотой медали «Серп и Молот».
Была председателем профкома 11 лет, избиралась депутатом городского Совета народных депутатов от Заводского района, неоднократно избиралась членом Президиума профкома завода, областного Совета профсоюзов, райкома партии.
После ухода на заслуженный отдых в 1991 году 18 лет возглавляла Совет ветеранов микрорайона № 26.
Почётный ветеран города Кемерово.
Живёт в Кемерово.

## Семья
Муж Сергей, дочь Любовь Сергеевна.